# Los Calchakis
 (avril 2017).
Los Calchakis est un groupe de musiciens et chanteurs d'Amérique du Sud (Argentine et Chili), créé en 1960 par Héctor Miranda (1930-2018). Spécialisés dans l'utilisation d'instruments typiques des Andes (kena, charango, sikous, etc.), ils participent à la découverte et à la diffusion de la musique des Andes en Europe après leur installation en France. Tous chanteurs et instrumentistes, ils interprètent des airs du folklore argentin, bolivien, péruvien et de toute l'Amérique Latine.
Ils reçoivent le Grand Prix du Disque de l’Académie Charles-Cros en 1970.
Ils ont également interprété la bande-son originale du film État de Siège de Costa-Gavras.
Le groupe est actuellement constitué par Enrique Capuano et Pablo Urquiza comme membres permanents. Mario Contreras (es) joue avec eux comme musicien invité occasionnellement. Un important article sur son fondateur, Héctor Miranda, a été écrit par José María Fernández Díaz-Formentí en 2019 et donne plus de références sur l'histoire du groupe.
Le groupe excelle aussi en tant que créateur d'œuvres composées pour solistes et chœur : "Tierra herida" (Terre blessée), d'Hector Miranda et Sergio Arriagada, et "Destino Patagonia", de Pablo Urquiza et Sergio Arriagada, sont des exemples notables. Vous pouvez consulter un article écrit par José Tomás Agudo sur cette dernière œuvre.

## Discographie
- 1966 : La Flûte Indienne Vol.1
- 1967 : Cordillère des Andes
- 1967 : La Guitare Indienne
- 1968 : La Flûte Indienne Vol.2
- 1968 : Flûtes, Harpe et Guitares
- 1969 : La Marimba Sud-américaine
- 1969 : Toute l'Amérique Indienne
- 1970 : Disque d'Or
- 1971 : La Flûte par le Disque
- 1971 : Mystère des Andes
- 1972 : Les Calchakis en Scène
- 1973 : État de Siège
- 1973 : La Flûte à Travers les Siècles
- 1974 : Le Chant des Poètes
- 1975 : Les Flûtes de l'Empire Inca
- 1976 : La Misa Criolla
- 1976 : Toute l'Argentine
- 1977 : Cantata Mundo Nuevo
- 1978 : Le Chant des Poètes Vol.2
- 1979 : Au Pays de la Diablada
- 1980 : Himno al Sol
- 1981 : Tierras Legendarrias
- 1982 : Cantata Hombre Libre
- 1983 : Pueblos del Sur
- 1984 : Raices Africanas
- 1985 : Le Vol du Condor
- 1985 : Sortilège de la Flûte
- 1985 : Flûtes de Terres Incas
- 1986 : Flûtes de Pan des Andes
- 1987 : Prestige de la Musique Andine
- 1987 : Harpe Marimba et Guitares
- 1988 : Chantent l'Amérique Latine
- 1988 : Les Calchakis avec Chœur
- 1988 : Sur les Ailes du Condor
- 1989 : Flûtes et Chants d'Argentine
- 1989 : Entre Vallées et Montagnes
- 1990 : Sous le Soleil Sud-américain
- 1992 : Cantata Eldorado
- 1995 : Au Fil des Années
- 1996 : Le Chant des Poètes
- 1997 : L'Art de la Flûte des Andes
- 2008 : La Misa Criolla
- 2010 : Tierra Herida - Terre Blessée
- 2011 : Los Calchakis en Concert
- 2012 : Los Calchakis - Flash Back
- 2022 : Destino Patagonia - Los Calchakis & Entresilences